# Irén Hönsch
Irén Hönsch   (Košice, 24 de maig de 1932 - 26 d'agost de 2021), també coneguda com a Jenőné Sillye (1957-1972) i Lajosné Károly (des de 1972), va ser una jugadora d'escacs hongaresa. Va ser tres vegades guanyadora del Campionat d'escacs femení d'Hongria (1957, 1959, 1960).

## Resultats destacats en competició
A les dècades de 1950 i 1960, Irén Hönsch va ser una de les principals jugadores d'escacs hongareses. Va guanyar els campionats d'escacs femenins hongaresos els anys 1957, 1959 i 1960.
Irén Hönsch va jugar representant Hongria a les Olimpíades d'escacs femenines:
- L'any 1957, a primer tauler a la 1a Olimpíada d'escacs (femenina) a Emmen.

El 1957 es va casar amb el mestre d'escacs hongarès Jenő Sillye. La parella va tenir dos fills: Gábor (nascut el 1959) i Kálmán (nascut el 1960). Del seu segon matrimoni amb Lajos Károly, va tenir una filla, Irén, (nascuda el 1973).